# Casimiro Aín
Casimiro Agustín Aín (Buenos Aires, 4 de marzo de 1882 – ibíd., 17 de octubre de 1940), apodado “El Vasco” o “El Lecherito”, fue un bailarín y promotor del tango argentino. Se le reconoce como uno de los primeros intérpretes en difundir y consolidar esta danza porteña en Europa y Estados Unidos, así como por lograr la aceptación oficial del tango ante el Papa Pío XI en el Vaticano.

## Biografía
Casimiro Aín nació el 4 de marzo de 1882 en el número 81 de la Avenida Callao, casi esquina con la calle Piedad (hoy barrio de San Nicolás) de Buenos Aires, siendo el primer hijo de Juan Aín (conocido lechero apodado “El Vasco”) y de la genovesa Rosa Rataro.
Durante su infancia, acompañó a su padre en las tareas de reparto de leche, lo que le valió el apodo de “El Lecherito”. Desde muy joven se mostró atraído por la música de los organitos callejeros y comenzó a bailar corridos, pasodobles y, especialmente, el incipiente tango criollo.
A los catorce años, se unió a la compañía circense del payaso Frank Brown, recorriendo diversos escenarios del interior del país. Allí perfeccionó su técnica de baile y aprendió las figuras de «corte y quebrada» propias del tango primitivo.
En 1901, sintiendo que Buenos Aires "le quedaba chico", se embarcó hacia Europa, arribando primero a Inglaterra, luego a París y más tarde a España, donde, acompañado por dos músicos, presentó el tango criollo en bares y cabarets ante un público ajeno a esta danza.
En 1904 regresó a Buenos Aires y, animado por la acogida obtenida en el Viejo Mundo, se presentó en el Teatro Ópera junto a su esposa Marta. También intervino en los festejos conmemorativos del Centenario de la Revolución de Mayo. Durante estos años, continuó perfeccionando su estilo con el objetivo de proyectarse nuevamente como embajador del tango en Europa.

## Carrera internacional
En 1913, Aín y su esposa embarcaron en el vapor Sierra Ventana rumbo a Europa, llegando primero a Boulogne-sur-Mer (Francia) y luego a París. Allí se establecieron en Montmartre, donde actuaron en el cabaret Princesse (más tarde conocido como “El Garrón”), despertando gran entusiasmo por la novedad del tango criollo interpretado por “El Vasco”. Junto a ellos viajaba una orquesta típica integrada por Vicente Loduca (bandoneón), Eduardo Monelos (violín) y Celestino Ferrer (piano).
Entre 1913 y 1916, Aín también actuó en Nueva York, presentando su espectáculo en diversos salones de baile. Tras esa etapa, regresó a Buenos Aires para impartir clases de tango en academias y enseñar a damas de la alta sociedad porteña.
En 1920, Aín retornó a París y ganó el Campeonato Mundial de Danzas Modernas junto a su nueva compañera Jazmín, recibiendo el apodo de “El Rey del Tango” en la capital francesa. Durante la década de 1920, viajó por Francia, Alemania, Dinamarca, Inglaterra, Suiza, Portugal, España, Italia, Hungría, Rumania, Polonia, Rusia, Grecia y Turquía, así como por Brasil y Egipto, acompañado de músicos y bailarinas (entre ellas Edith Peggy, Simonette Guy y “La Beba”). En cada gira, se presentó en cabarets, burdeles y salones elegantes, contribuyendo a la difusión internacional del tango.

### Audiencia ante el Papa Pío XI
El 1 de febrero de 1924, Aín fue invitado al Vaticano por mediación del embajador argentino Don García Mansilla. En la Sala del Trono, bailó el tango “Ave María” de Francisco y Juan Canaro junto a María Scotto (bibliotecaria y traductora de la embajada), ante el Papa Pío XI. La actuación, que se realizó al son de un armonio, culminó con una figura improvisada en la que la pareja quedó arrodillada ante el Pontífice. Con este acto, Aín consiguió demostrar que el tango no era una danza licenciosa ni contraria a la moral católica, a pesar de las críticas de prelados de París que consideraban la danza obscena.

## Últimos años y fallecimiento
A su regreso definitivo a la Argentina en 1930, Aín continuó actuando durante algunos años, esta vez acompañado de “La Vasca”, nacida en el barrio porteño de Monserrat. A fines de la década de 1930 sufrió la amputación de una pierna a causa de una gangrena, lo que marcó el ocaso de su carrera. Casimiro Aín falleció el 17 de octubre de 1940 en Buenos Aires.